# 鄭韶婕
鄭韶婕（英語：Cheng Shao-Chieh，1986年1月4日—），出生於台灣台北，為已退役中華民國女子羽球選手，有「羽球精靈」的外號，亦是前世界球后戴資穎之前的「臺灣一姐」。2004年尚為金甌女中學生時即代表中華台北參加雅典奧運，2008年及2012年分別再度代表中華台北參加北京奧運及倫敦奧運的羽球女子單打項目，最佳成績為女子單打八強（2004年、2012年）。2011年，於英國倫敦所舉辦的世界羽球錦標賽奪得女子單打項目銀牌。

## 球員生涯
鄭韶婕生於運動世家，父親鄭清輝是臺北市社子國小的老師和羽球教練，家中三姊弟（姊姊鄭筱澐、弟弟鄭浩宇）自小已跟著父親學習打羽球，三人長大後都成了羽毛球選手。
由臺北市社子國小、成淵國中、金甌女中，至後來進入國立臺灣師範大學，鄭韶婕一直也在傳統的羽球強校就讀；在此氛圍下，她在國小五年級時已贏得了人生第一個女單冠軍。
2011年，在英國倫敦舉辦的世界羽毛球錦標賽，在四強賽中擊敗當時世界排名第10的德國選手朱利安·申克挺進決賽，而在冠軍賽中不敵當時世界排名第2的中國選手王仪涵，獲得銀牌，不僅寫下他個人在世羽賽的最佳成績，也與1999年男子單打銀牌的陳鋒並列成為台灣羽球代表隊在世羽賽的最佳成績。

### 倫敦奧運
2012年7月，鄭韶婕代表中華台北出戰英國倫敦舉行的奥林匹克运动会羽毛球比賽女子單打項目，在小組賽階段先後擊敗奧地利的西蒙娜·普鲁茨和土耳其的内斯里汉·伊吉特，順利晉級淘汰賽。首輪淘汰賽，她又以2比0（21-18、21-10）擊敗新加坡的顾娟晉級。及後，鄭韶婕對戰頭號種子、中國的王仪涵，最終以0比2（14-21、11-21）落敗出局，只能追平雅典奧運八強的最佳戰績。

### 因傷淡出
2012年下半年，鄭韶婕一直受鼠蹊傷患影響，經檢查後證實為疝氣。在倫敦奧運後，她隨即回台開刀，休息超過三個月後才復出參加韓國公開賽與國內的排名賽。
之後鄭韶婕因膝傷始終無法重回賽場，在接受膝蓋軟骨手術後一直處於復健狀態；直到2015年，她更因為右膝傷再度復發，要再一次開刀，只能暫時封拍。她表示，雖還想再打球，但自己已29歲，再拚國際賽難度較高，日後或許只能參加國內排名賽和業餘賽事。

## 主要比賽成績
只列出曾進入準決賽的國際賽事成績：
| 年份   | 賽事                         | 公開賽級別 | 項目     | 拍檔   | 成績   |
| ------ | ---------------------------- | ---------- | -------- | ------ | ------ |
| 2004年 | 奧地利羽球公開賽             |            | 女子單打 | -      | 冠軍   |
| 2004年 | 世界青年羽球錦標賽           |            | 女子單打 | -      | 金牌   |
| 2004年 | 世界青年羽球錦標賽           | 混合雙打   | -        | 銅牌   |        |
| 2005年 | 亞洲羽球錦標賽               | 其它       | 女子單打 | -      | 銅牌   |
| 2005年 | 世界羽球錦標賽               | 其它       | 女子單打 | -      | 銅牌   |
| 2005年 | 中華台北羽球公開賽           | 3星级      | 女子單打 | -      | 準決賽 |
| 2006年 | 優霸盃                       | 其它       | 女子團體 | -      | 銅牌   |
| 2007年 | 夏季世界大學運動會羽毛球比賽 | 其它       | 混合團體 | -      | 銅牌   |
| 2007年 | 夏季世界大學運動會羽毛球比賽 | 其它       | 女子單打 | -      | 銀牌   |
| 2008年 | 韓國羽毛球超級賽             | 超級賽     | 女子單打 | -      | 準決賽 |
| 2009年 | 中華台北羽毛球黃金大獎賽     | 黃金大獎賽 | 女子單打 | -      | 冠軍   |
| 2010年 | 澳門羽毛球黃金大獎賽         | 黃金大獎賽 | 女子單打 | -      | 準決賽 |
| 2010年 | 中華台北羽毛球黃金大獎賽     | 黃金大獎賽 | 女子單打 | -      | 冠軍   |
| 2010年 | 印尼羽毛球黃金大獎賽         | 黃金大獎賽 | 女子單打 | -      | 亞軍   |
| 2011年 | 亞洲羽毛球錦標賽             | 其它       | 女子單打 | -      | 銅牌   |
| 2011年 | 泰國羽毛球黃金大獎賽         | 黃金大獎賽 | 女子單打 | -      | 準決賽 |
| 2011年 | 印尼羽毛球首要超級賽         | 首要超級賽 | 女子單打 | -      | 準決賽 |
| 2011年 | 加拿大羽毛球大獎賽           | 大獎賽     | 女子單打 | -      | 冠軍   |
| 2011年 | 世界羽毛球錦標賽             | 其它       | 女子單打 | -      | 銀牌   |
| 2011年 | 夏季世界大學運動會羽毛球比賽 | 其它       | 混合團體 | -      | 銅牌   |
| 2011年 | 夏季世界大學運動會羽毛球比賽 | 其它       | 女子雙打 | 白驍馬 | 銀牌   |
| 2011年 | 夏季世界大學運動會羽毛球比賽 | 其它       | 女子單打 | -      | 金牌   |
| 2011年 | 澳門羽毛球黃金大獎賽         | 黃金大獎賽 | 女子單打 | -      | 準決賽 |
| 2012年 | 新加坡羽毛球超級賽           | 超級賽     | 女子單打 | -      | 亞軍   |

| 1988-2006年 | 总决赛 | 6星级 | 5星级 | 4星级 | 3星级 | 2星级 | 1星级 | 其他 |

| 2007-2017年 | 首要超級賽 | 超級賽 | 黃金大獎賽 | 大獎賽 | 國際挑戰賽 | 國際系列賽 | 未來系列賽 | 其他 |

### 奧運會和世錦賽參賽紀錄
|          | 搭檔   | 2004 | 2005 | 2006 | 2007 | 2008 | 2009 | 2010 | 2011 | 2012 |
| -------- | ------ | ---- | ---- | ---- | ---- | ---- | ---- | ---- | ---- | ---- |
| 女子單打 | －     | 8強  | 銅牌 | 64強 | －   | 32強 | －   | 8強  | 銀牌 | 8強  |
|          |        |      |      |      |      |      |      |      |      |      |
| 女子雙打 | 鄭筱澐 | －   | 32強 | －   | －   | －   | －   | －   | －   | －   |

## 主要對賽紀錄
鄭韶婕與主要對手的對賽成績如下（只列出對賽五次或以上對手）：
| 對手          | 對賽次數 | 對賽結果 | 對賽結果 | 總計 |
| 對手          | 對賽次數 | 勝       | 負       | 總計 |
| ------------- | -------- | -------- | -------- | ---- |
| 朱利安·申克   | 9        | 5        | 4        | +1   |
| 王晨          | 9        | 1        | 8        | -7   |
| 裴延姝        | 7        | 4        | 3        | +1   |
| 盧蘭          | 6        | 1        | 5        | -4   |
| 顧娟          | 5        | 3        | 2        | +1   |
| 佐藤冴香      | 5        | 3        | 2        | +1   |
| 皮紅艷        | 5        | 2        | 3        | -1   |
| 王琳          | 5        | 2        | 3        | -1   |
| 王適嫻        | 5        | 2        | 3        | -1   |
| 拉差諾·依瑟儂 | 5        | 1        | 4        | -3   |
| 王儀涵        | 5        | 0        | 5        | -5   |
| 其他選手      | 223      | 144      | 79       | +65  |
| 總計          | 289      | 168      | 121      | +47  |

## 外部連結
- 鄭韶婕在国际奥林匹克委员会的资料
- European results （页面存档备份，存于）
- tournamentsoftware.com （页面存档备份，存于）
- sports-reference.com